# FTG Allstars
FTG Allstars ist die Cheerleading-Abteilung der Freien Turngemeinde Pfungstadt 1900 e. V. und besteht aus etwa 250 Mitgliedern. Die FTG Allstars wurde 2004 gegründet und sind ein Teil des Cheerleading und Cheerperformance Verbandes Deutschland.

## Sportliche Erfolge
Die FTG Allstars betreiben das Cheerleading auf Meisterschafts-Basis, so nehmen sie in der Wettkampfsaison an bis zu fünf Meisterschaften in verschiedenen Kategorien auf nationaler und internationaler Ebene teil. Die FTG-Abteilung hat zurzeit rund 150 Sportler (Stand 2019) in verschiedenen Altersklassen und Kategorien und kann bereits mehrere große Erfolge aufweisen: So sind die FTG Cheerleader nicht nur mehrfacher Hessen- und Regionalmeister in den verschiedenen Kategorien, sondern auch neunfacher Deutscher Meister im Senior Coed, sowie mehrfacher Deutscher Meister und Europameister sowie zweimal Vize-Europameister in verschiedenen Kategorien. Außerdem mehrfacher Teilnehmer an den ICU-Weltmeisterschaften in den USA.